# Ordinary Hero (película de 2022)
Ordinary Hero (chino: 平凡英雄) es una película de drama china dirigida por Tony Chan y protagonizada por Li Bingbing y Feng Shao-feng, basada en una historia real de profesionales de la salud, tripulación, pasajeros, agentes del orden entre otras personas que viajaron 1400 kilómetros para salvar a un niño herido gravemente en Hotan, en la Región Autónoma de Xinjiang.
Fue estrenada el 30 de septiembre de 2022 en China.

## Sinopsis
La película recrea la carrera contra el tiempo mientras transporta a un niño de 7 años para una operación de replantación de extremidades. El brazo del niño fue cortado en un accidente, y la única esperanza para que reparara el brazo cortado era ser transportado desde la aldea Kumairik de la prefectura de Hotan a un hospital en Urumqi, capital de la región autónoma uygur de Xinjiang, en un plazo máximo de ocho horas. El rescate es un milagro que salva vidas, hecho posible por personas de todos los ámbitos de la vida, que dan un paso adelante por el niño. En el momento crítico, extraños en Xinjiang, policías de tránsito, personal de tierra del aeropuerto y personal de control de tráfico aéreo a punto de terminar su turno, y el capitán y mayordomo jefe del último vuelo rodando en la pista, no dudan en ayudar a la familia.

## Reparto

### Protagonistas
- Li Bingbing como Zhou Yan
- Feng Shao-feng como Lin Li

### Secundarios
- Lin Yongjian como Tang Wei
- Huang Xiao-ming como Xie Huiyang
- Zhang Yishan como Liu Rui
- Parman Parlehati como Mardan.
- Ai'erfan Aizezi como Abdul
- Aziguri Rexiti como la madre de Mardan.
- Zhou Yiran como Yu Li
- Gulnazar como Ainur
- Ma Tianyu como Song Hui
- Du Chun como Chen Liang
- Huang Yi como Zhang Rongqin
- Niccati Tolson como Akbar
- Wang Zixuan como Xia Yan
- Zeng Yue como Zhang Muyun
- Hankiz Omar
- Gulidiar Anaiti
- Ayireti Yumaier
- Barkley
- Hu Bingqing
- En Zhidong
- Xi Yuli
- Sol Xilun
- Zhu Yin
- Wu Hao-chen
- Zhang Jing
- Juyati Yusuf
- Ekremu Ashhar
- Guo Jinglin
- Bairna Parjehati
- Shi Haozheng
- Zhang Zixian
- Liu Jun
- Wang Ting
- Guo Jiahao
- Jia Qing

## Banda sonora
| N.º | Título                                        | Letras    | Música    | Vocalista         | Duración |  |
| 1.  | «Nameless Hero (无名英雄)» (Tema de apertura) | Wang Zihe | Wang Zihe | Zhou Bichang      | 3:34     |  |
| 2.  | «Ordinary Hero (平凡英雄)» (Tema de cierre)   | Gao Jin   | Gao Jin   | Gao Jin/ Tang Jun | 2:45     |  |

## Producción
La producción comenzó en Urumqi el 15 de septiembre de 2021 y finalizó en Qingdao a fines de octubre del mismo año.

## Estreno
Ordinary Hero se estrenó oficialmente el 30 de septiembre de 2022 en China.